# 安德里·葉爾馬克
安德里·鮑里索維奇·葉爾馬克（羅馬化：Andrii Borysovych Yermak；1971年11月21日—），烏克蘭律師、製片人、政治人物，被總統澤倫斯基任命為烏克蘭總統辦公室主任，任期從2020年2月11日開始
。葉爾馬克也是烏克蘭武裝部隊最高指揮和控制機構——最高統帥部的成員。他被稱為澤倫斯基的得力助手，是烏克蘭「真正的權力經紀人」。

## 生平
葉爾馬克於1971年11月21日出生於烏克蘭基輔。母親瑪麗亞（Maria）出生於俄羅斯，在列寧格勒一所學校前往基輔的一次旅行中，她遇到葉爾馬克的父親鮑里斯（Borys）。鮑里斯是一名猶太人，兩人透過熟人相識。夫婦倆於1971年結婚，瑪麗亞搬到了基輔。葉爾馬克有一個小他8歲的弟弟丹尼斯（Denys）。
1990年，葉爾馬克開始學習國際私法，1995年畢業於基輔大學國際關係學院，並獲得國際私法碩士學位。同年，他取得律師執照。大學二年級時，應一位老師的要求，他開始在Proxen律師事務所工作。他也是烏克蘭律師協會會員。
1997年，葉爾馬克創辦國際律師事務所，從事智慧財產權和商業法領域的工作。2006年至2014年間，他以律師的身份為地區黨議員埃爾布魯斯·特迪耶夫提供幫助。2009年，他創建並領導公共組織「基輔市企業家協會」。
在2010年烏克蘭總統選舉中，葉爾馬克是基輔第216選區候選人阿爾謝尼·亞采紐克的代理人。2011年，他成為小企業主協會的負責人。
葉爾馬克於2012年創立石榴石國際傳媒集團，是《Rule of Battle》和等電影的製片人。他是烏克蘭電影學院成員，也是歐洲電影學院成員（2017年）。
葉爾馬克與弗拉迪米爾·澤倫斯基結識於2011年，當時澤倫斯基是Inter電視頻道的總製片人。兩人成為了朋友。在2019年烏克蘭總統選舉中，葉爾馬克曾在澤倫斯基的競選團隊中工作。
2019年5月21日，新任的澤倫斯基總統任命葉爾馬克為總統外交政策議題助理。在頓巴斯戰爭期間，他曾以此身分與俄羅斯就監獄交換問題進行重要談判。
在川普-烏克蘭醜聞中，葉爾馬克是庫爾特·沃爾克和魯迪·朱利安尼代表澤倫斯基的聯絡人。葉爾馬克承諾，作為對他們要求的回應，澤倫斯基會公開承諾調查僱用亨特·拜登的Burisma公司。然而，澤倫斯基從未發表過這樣的公開聲明。
2020年2月11日，澤倫斯基總統任命葉爾馬克為烏克蘭總統辦公室主任。第二天，葉爾馬克成為烏克蘭國家安全與國防事務委員會成員。身為總統辦公室主任，他的職責是為總統提供行政、法律、諮詢、顧問、媒體、分析及其他協助和支援。
葉爾馬克於2022年3月2日被任命為人道主義和社會事務協調總部主席。

## 個人生活
葉爾馬克一生都生活在基輔。他單身，沒有子女。

## 外部連結
- 安德里·葉爾馬克在互联网电影资料库（IMDb）上的資料（英文）
- 安德里·葉爾馬克的Facebook專頁
- 安德里·葉爾馬克的Telegram
- YouTube上的Ukraine's President Appoints Chief Of Staff Linked To Trump's Lawyer – Radio Free Europe/Radio Liberty, February 12, 2020

| 官衔                   | 官衔                             | 官衔 |
| ---------------------- | -------------------------------- | ---- |
| 前任者： 安德烈·波格丹 | 烏克蘭總統辦公室主任 2020年—至今 | 現任 |